# 1864 en science
| Années de la science : 1861 - 1862 - 1863 - 1864 - 1865 - 1866 - 1867    |
| Décennies de la science : 1830 - 1840 - 1850 - 1860 - 1870 - 1880 - 1890 |

Cet article présente les faits marquants de l'année 1864 en science.

## Événements
- 19 février : constitution du Comité des forges en France[1].

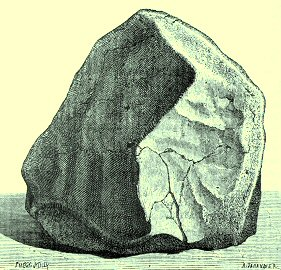
Un fragment de la météorite d'Orgueil représenté en 1864.

- 14 mai, astronomie : chute à Orgueil (Tarn-et-Garonne) d'une météorite de 11 kg. Elle est si friable qu'il n'en reste que de petits fragments[2].
- 5 août : l'ingénieur français Pierre-Émile Martin, met au point le procédé d'affinage de la fonte en acier à l'aide d'un four Siemens. Il dépose un brevet le 10 août. C'est un des grands procédés qui permettent la fabrication industrielle de l'acier[3].
- 29 août : l'astronome britannique William Huggins est le premier à étudier le spectre d'une nébuleuse,  la nébuleuse de l'Œil de Chat[4].
- 2 octobre : l'ingénieur catalan Narcís Monturiol i Estarriol lance  dans le port de Barcelone l’Ictineo, le premier sous-marin propulsé par la vapeur[5].
- 8 décembre : le mathématicien et physicien écossais James Clerk Maxwell expose sa théorie électromagnétique de la lumière dans un mémoire intitulé « A Dynamical Theory of the Electromagnetic Field » lu devant la Royal Society, publié en 1865[6]. Les équations de Maxwell sont présentées pour la première fois.

- Le chimiste allemand Adolf von Baeyer synthétise le premier acide barbiturique, nommé dit-on du prénom de son amie Barbara. Certains dérivés seront utilisés pour leurs propriétés hypnotiques[7].
- La loi d'action de masse est proposée par les chimistes norvégiens Cato Guldberg et Peter Waage[8].
- L'ingénieur français Charles Peaucellier décrit dans une lettre publiée dans les Nouvelles annales de mathématiques le dispositif de Peaucellier-Lipkin[9].
- Le mathématicien allemand Alfred Enneper publie la paramétrisation la surface d'Enneper, une surface minimale[10].

## Publications
- John Herschel : Catalogue Général de nébuleuses et d'amas stellaires.
- Lothar Meyer : Die modernen theorien der chemie. Le chimiste allemand développe une ébauche du tableau périodique composée de 28 éléments classés en fonction de leur valence[11].
- George Perkins Marsh : l’Homme et la nature. Il dénonce les dangers des déboisements et la menace de l’érosion.

## Prix
- Médailles de la Royal Society
  - Médaille Copley : Charles Darwin
  - Médaille royale : Warren de la Rue, Jacob Augustus Lockhart Clarke
  - Médaille Rumford : John Tyndall

- Médailles de la Geological Society of London
  - Médaille Wollaston : Roderick Murchison

- Prix de l'Académie des sciences de Paris
  - Prix Lalande :  R. Carrington, pour ses "Observations des taches solaires depuis le 9 novembre 1853 jusqu’au 24 mai 1861".
  - Prix Jecker : Ch.-A. Wurtz, pour ses derniers travaux sur les alcools.

## Naissances

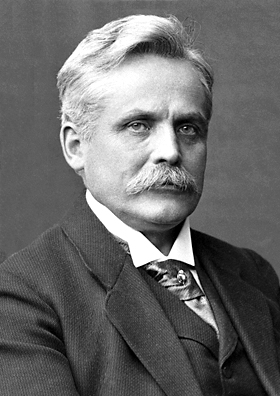
Wilhelm Wien

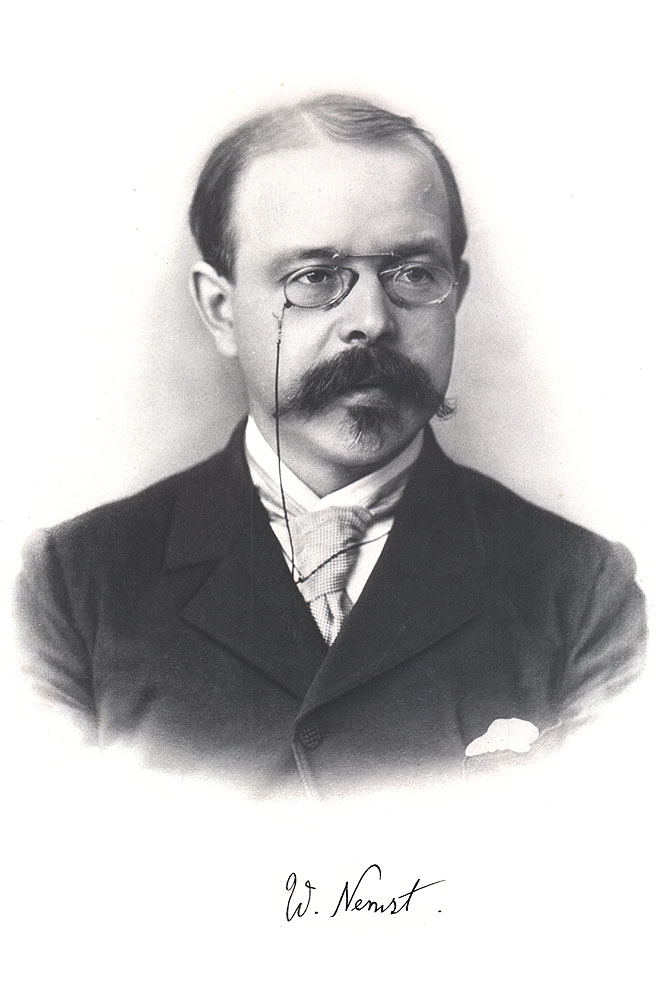
Walther Hermann Nernst

- 5 janvier : Victor Auger (mort en 1949), chimiste français.
- 9 janvier : Vladimir Steklov (mort en 1926), mathématicien et physicien russe.
- 13 janvier : Wilhelm Wien (mort en 1928), physicien allemand, prix Nobel de physique en 1911.
- 27 janvier : John Walter Gregory (mort en 1932), géologue et explorateur britannique.
- 1er février : Georges Le Cadet (mort en 1933), astronome français.
- 7 février : Stéphane Gsell (mort en 1932), archéologue et historien français.
- 12 février : Kate Claghorn (morte en 1938), statisticienne américaine.
- 5 mars : Léon Henri-Martin (mort en 1936), médecin et préhistorien français.
- 12 mars : William Rivers (mort en 1922), scientifique anglais.
- 19 mars : Georges Daressy (mort en 1938), égyptologue français.
- 13 mai : François Nau (mort en 1931), mathématicien, prêtre catholique et spécialiste de langues orientales français.
- 23 mai : Arthur Smith Woodward (mort en 1944), paléontologue britannique.
- 14 juin : Aloïs Alzheimer (mort en 1915), neuropathologiste allemand.
- 22 juin : Hermann Minkowski (mort en 1909), mathématicien et physicien théoricien allemand.
- 25 juin : Walther Hermann Nernst (mort en 1941), physicien et chimiste allemand, prix Nobel de chimie en 1920.
- 2 juillet : Albert Armitage (mort en 1943), explorateur écossais.
- 11 juillet : Charles Dawson (mort en 1916), archéologue amateur britannique.
- 20 juillet : Louis Finot (mort en 1935), archéologue et orientaliste français.
- 16 août : F.C.S. Schiller (mort en 1937), philosophe logicien britannique d'ascendance allemande.
- 19 septembre : Carl Correns (mort en 1933), botaniste allemand.
- 30 septembre : Themistocles Zammit (mort en 1935), médecin, archéologue et historien maltais.
- 2 octobre : Gilbert Dennison Harris (mort en 1952), géologue américain.
- 30 octobre : Theodor Wiegand (mort en 1936), archéologue allemand.
- 24 novembre : Raymond Sabouraud (mort en 1938), médecin français.
- 26 novembre : Auguste Charlois (mort en 1910), astronome français.
- 1er décembre : Carsten Borchgrevink (mort en 1934), professeur et explorateur polaire britannique et norvégien.
- 24 décembre : Zacharie Le Rouzic (mort en 1939), archéologue et préhistorien français.
- 31 décembre :
  - Robert Grant Aitken (mort en 1951), astronome américain.
  - George Willis Ritchey (mort en 1945), opticien, fabricant de télescope et astronome américain.

## Décès

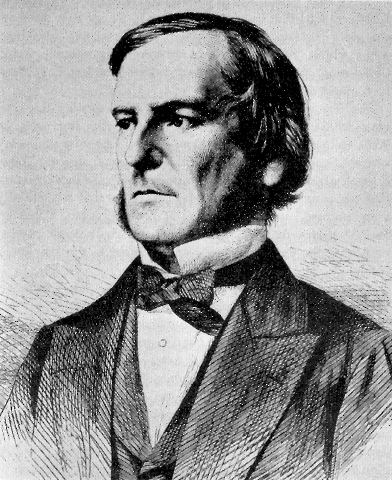
George Boole

- 6 janvier : Ernesto Capocci di Belmonte (né en 1798), mathématicien, astronome et politicien italien.
- 9 janvier : Joseph Woods (né en 1776), géologue, botaniste, architecte et quaker britannique.
- 15 janvier : Christian Ludwig Gerling (né en 1788), mathématicien, astronome et physicien allemand.
- 20 janvier : Giovanni Antonio Amedeo Plana (né en 1781), astronome et mathématicien italien.
- 23 janvier : Johann Lukas Schönlein (né en 1793), médecin allemand.
- 28 janvier : Émile Clapeyron (né en 1799), physicien français.
- 27 février : Edward Hitchcock (né en 1793), géologue et paléontologue américain.
- 25 mars : Franz Woepcke (né en 1826), mathématicien et historien des mathématiques allemand.
- 29 avril : Abraham Gesner (né en 1797), médecin et géologue canadien.
- 20 octobre : Carl Christian Rafn (né en 1795), archéologue et philologue danois.
- 26 octobre : Leopold von Zedlitz-Neukirch (né en 1792), écrivain, statisticien et historien allemand.
- 23 novembre : Friedrich Georg Wilhelm von Struve (né en  1793), astronome germano-balte.
- 24 novembre : Benjamin Silliman (né en 1779), chimiste et minéralogiste américain.
- 8 décembre : George Boole (né en 1815), logicien, mathématicien et philosophe britannique.
- 10 décembre : Henry Rowe Schoolcraft (né en 1793), géographe, géologue et ethnologue américain.